# راگنار اولسون
راگنار اولسون (انگلیسی: Ragnar Olson؛ ۱۰ اوت ۱۸۸۰ – ۱۰ ژوئیه ۱۹۵۵ (aged 74)) ورزشکار اهل سوئد بود.
وی در مسابقات کشوری و بین‌المللی در مجموع برندهٔ ۱ مدال نقره، ۱ مدال برنز شده‌است.